# Artocarpus integer
Artocarpus integer är en mullbärsväxtart som först beskrevs av Carl Peter Thunberg, och fick sitt nu gällande namn av Elmer Drew Merrill. Artocarpus integer ingår i släktet Artocarpus och familjen mullbärsväxter. Inga underarter finns listade i Catalogue of Life.

## Bildgalleri

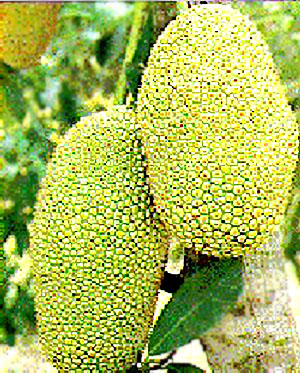
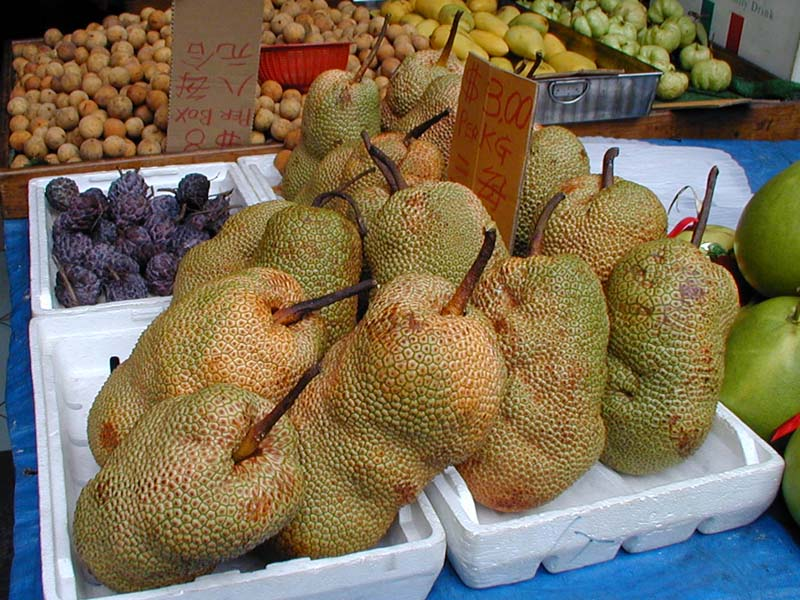
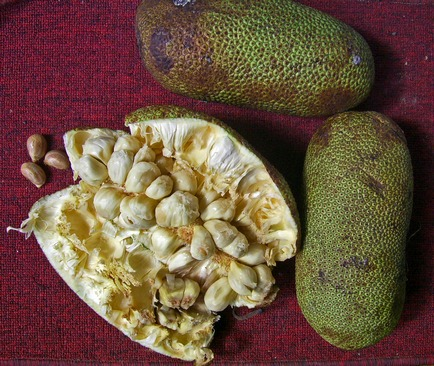
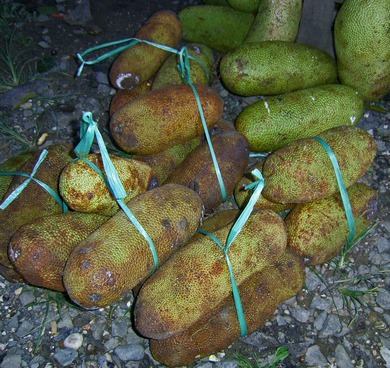
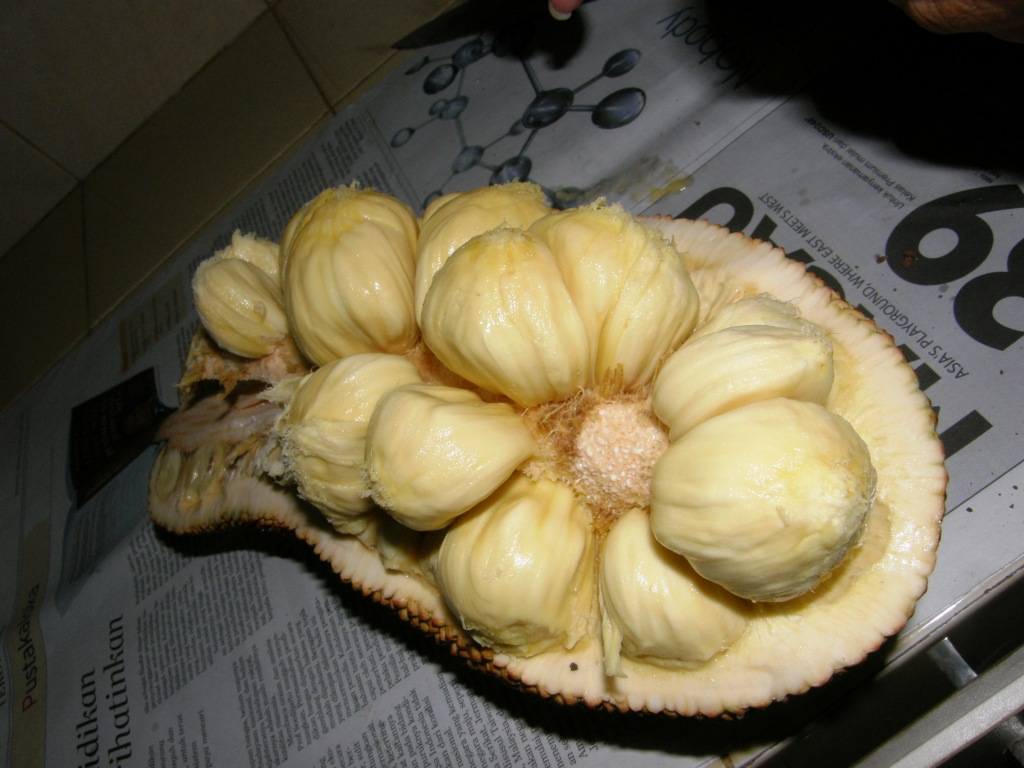
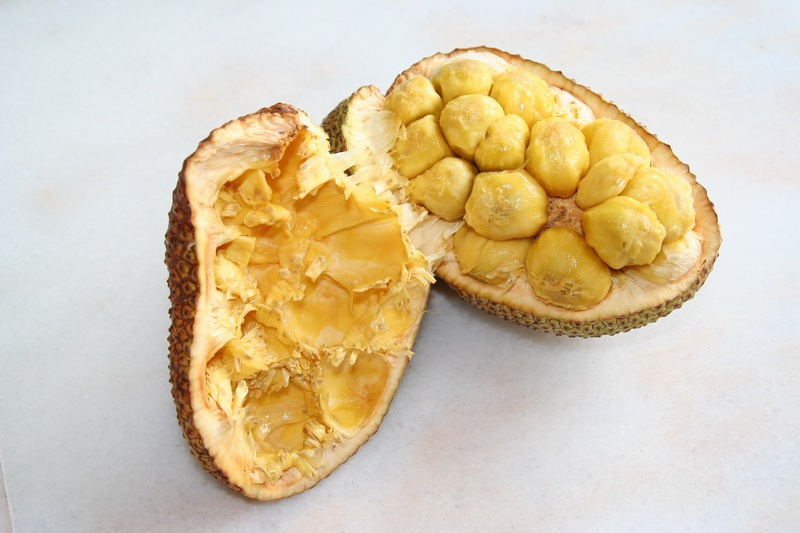